# Cybordelics
Cybordelics war ein Techno-Projekt der Produzenten Mike S., Milan Zemanec, Daniel Varga und Tobias Fuhrmann aus Stuttgart.

## Geschichte
Cybordelics wurde 1993 in Stuttgart gegründet. Ihre erste Single Nighthorse EP wurde mit dem Track Adventures of Dama auf Harthouse eines der erfolgreichsten Releases auf dem Label. In den British Dance Club Charts erreichten sie auf Anhieb damit Platz 2, ihre zweite Single Fairy Tales kam sogar auf Platz 1. In den Jahrescharts des damaligen Trendmagazins Frontpage gehörte der Track Adventures of Dama zu den meistgehörten Tracks 1994.
Nach zahlreichen Liveauftritten trennten sich Mike S., Milan Zemanec und Daniel Varga 1994 und lösten die Gruppe auf. Mike S. startete, auch auf Harthouse Frankfurt, zusammen mit Ben E. Mettin das Nachfolgeprojekt Mikerobenics.
2013 erschien das Remix-Album Adventures of Dama 2013 als Vinyl und Digital mit Remixen von u. a. Robert Babicz, Mike S. und Alex Bau.

## Diskografie (Auswahl)

### Singles und EPs
- 1993: Adventures of Dama (Harthouse)
- 1993: Adventures of Dama (Harthouse UK)
- 1994: Fairy Tales (Harthouse)
- 1998: Adventures of Dama Remixe (Technogold)
- 1998: Alice in Wonderland Remixe (Technogold)
- 2013: Adventures of Dama 2013 (Harthouse)
- 2017: Adventures of Dama Rework feat. James Davis (Evosonic Records)
- 2017: Adventures of Dama Rework 2 feat. James Davis (Evosonic Records)
- 2019: Adventures of Dama - The Remixes 2019 (Harthouse)

### Remixe
- 1993: Acrid Abeyance – Exposure Track (Important)
- 1993: Microwave Prince – I need your love (Le petiti prince)